# Таравади
Таравади Мин (бирм. သာယာဝတီမင်း; 14 марта 1787, Амарапура — 17 ноября 1846, Амарапура) — 8-й король Бирмы из династии Конбаун с 15 апреля 1837. Он отрекся от договора в Яндабо и чуть было не вступил в войну с англичанами.

## Биография
Родился 14 марта 1787 года в Амарапуре. Седьмой сын наследного принца Тадо Минсо (1762—1808), наследного принца (1783—1808), и принцессы Мин Ке (1763—1793), внук Бодопайи (1745—1819), короля Бирмы (1782—1819). Когда его старший брат Баджидо взошел на королевский трон в 1819 году, Таравади был назначен наследником престола. В качестве наследника престола он участвовал в Первой англо-бирманской войне (1824—1826).
При короле Баджидо, который почти устранился от управления, в королевстве существовали две соперничающие группировки. Во главе одной из них Май Ну, жена Баджидо, и её родственники, которые занимали ряд ключевых постов в правительстве. Она выступали против английского проникновения в страну и за изоляцию Бирмы от внешнего мира. Во главе другой группировки находился принц Таравади, выступавший за проведение реформ в стране по европейскому образцу.
В феврале 1837 года принц Таравади бежал в Шуэбо, родовое гнездо династии Конбаун, где поднял восстание поднял знамя восстания против старшего брата Баджидо. 7 апреля 1837 года Таравади разгромил королевскую армию и занял Аву. 15 апреля 1837 года вынудил своего старшего брата Баджидо отречься от престола. 8 июня 1840 года Таравади был коронован в Амарапуре, приняв имя Шри Павара Адитьялука Адипати Виджайа Маха Дхарма Раджадхираджа.
Таравади стал заниматься укреплением обороноспособности королевства. Он занялся перевооружением бирманской армии европейским оружием. В страну стали завозить мушкеты, амуницию и пушки. Для обучения своих войск новый король использовал как дезертиров из англо-индийской армии, так и французских инструкторов.
Были усилены пограничные гарнизоны, укреплялся Янгон, прикрывавший дельту Иравади. Был издан указ о строительстве ряда больших судов и более двух десятков военных лодок.
В 1840—1842 годах был построен новый Янгон, укрепленный город, обнесенный земляной насыпью и деревянным палисадом.
Таравади проводил антибританскую политику. Он объявил при вступлении на престол, что не признаёт договор в Яндабо и отторжение бирманских земель Аракан и Тенассерим.
Таравади вынудил британского резидента в 1837 году переехать из Авы в Янгон, а в 1840 году он был отозван из Бирмы, а дипломатические отношения стороны были прерваны.
В 1841 году король Таравади пожертвовал 42-тонный колокол под названием Маха Тиссада Сандха Белл и 20 килограммов (44 фунта) золота для Пагоды Шведагон в Янгоне. Его правление изобиловало слухами о подготовке новой войны с англичанами, присоединившими к своим владениям Аракан и Тенассерим. Однако Вторая англо-бирманская война разразилась лишь в 1852 году, когда Таравади сменил его сын Паган Мин.
17 ноября 1846 года 59-летний бирманский монарх Таравади скончался в Амарапуре. У него от многочисленных жен было 18 сыновей и 18 дочерей. Ему наследовал его старший сын Паган Мин (1811—1880), ставший 9-м королем Бирмы из династии Конбаун (1846—1853).